# ¿Dónde está Wally?

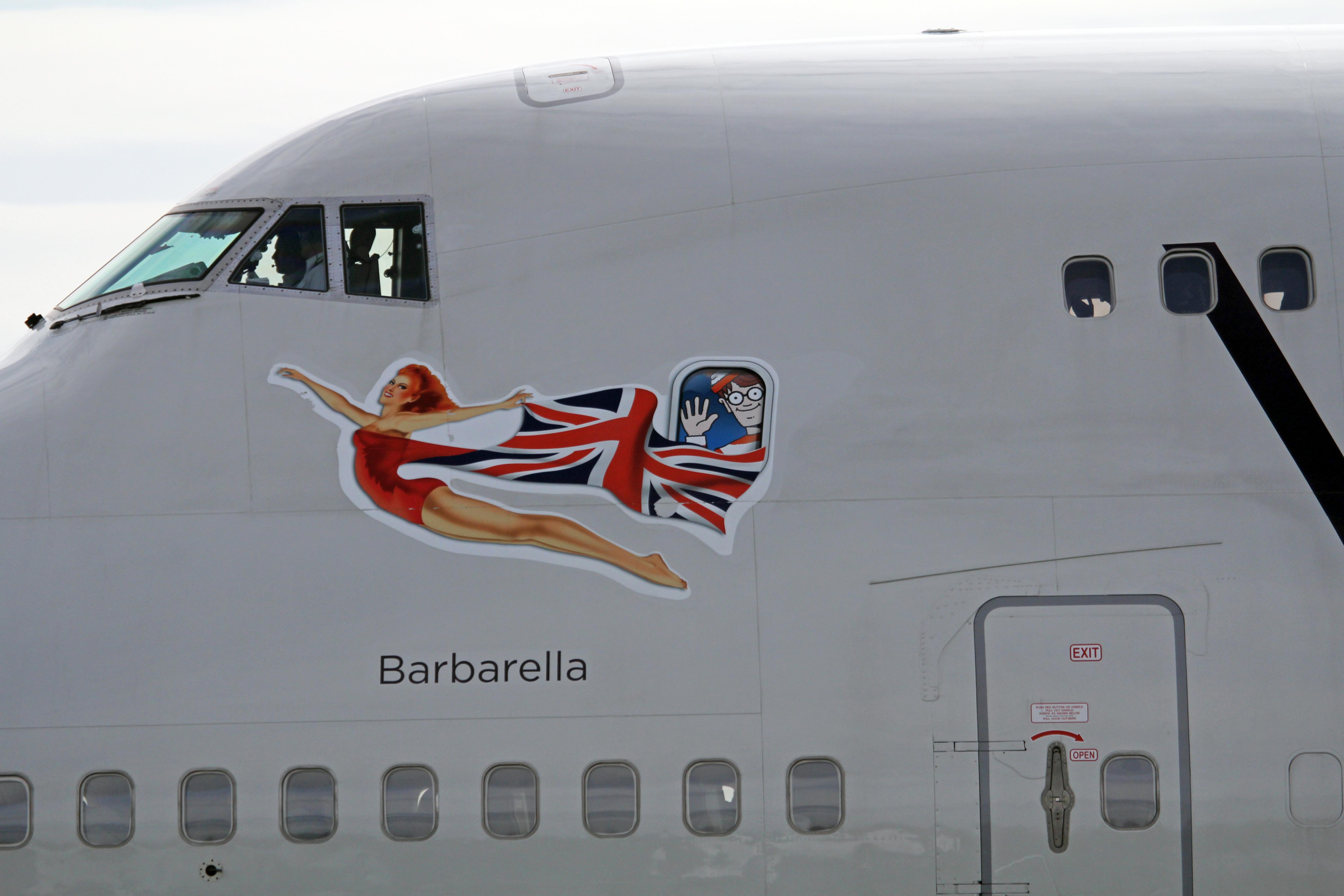
Imagen de Wally en un avión de la aerolínea Virgin Atlantic.

¿Dónde está Wally? (titulado originalmente en lengua inglesa Where's Wally?, y rebautizado en Estados Unidos y Canadá como Where's Waldo?) es una serie de libros creada por el dibujante británico Martin Handford en 1987. Sin embargo, no se trata de libros de lectura sino para jugar, en cuyas páginas ilustradas hay que encontrar al personaje de Wally en escenas con miles de personajes y detalles que despistan al lector. Para identificarlo más fácilmente Wally siempre va vestido del mismo modo: suéter de rayas horizontales rojas y blancas, gafas, pantalón vaquero y un gorro de lana, también de rayas rojas y blancas. Además, suele llevar complementos como cámaras de fotos colgada al cuello, enseres de camping o libros, su bastón, que en ocasiones acaba perdiendo, por lo que también deben ser buscados por el lector/jugador.
En las versiones internacionales del libro recibe en ocasiones otros nombres, como por  Waldo en Estados Unidos y Canadá, Walter en Alemania, Charlie en Francia, Ubaldo en Italia, Willy en Noruega, Holger en Dinamarca, Vallu en Finlandia, Valdas en Lituania, o Wolly en Brasil entre otros.

## Personajes
Aunque en los libros de ¿Dónde está Wally? aparecen cientos de personajes, los más habituales son:
- Wally: Protagonista aventurero.
- Wenda: La amiga de Wally. En la versión inglesa también apareció con el nombre de Wilma. Viste con una indumentaria similar a la de Wally y a veces aparece persiguiendo al protagonista.
- Woof: El perro de Wally. Su nombre es la onomatopeya inglesa de un ladrido (similar al guau español). Es de pelaje blanco y, al igual que Wally, lleva gafas y un gorro rojo y blanco, aunque por lo general solo deja ver su cola.
- Odlaw: Antagonista de Wally, viste como él pero lleva bigote y su vestimenta cambia los colores rojo y blanco por negro y amarillo. Su nombre deriva de Waldo (nombre del protagonista en la versión norteamericana), pues al revés es Odlaw, además, se trata de un juego de palabras con la palabra Outlaw (forajido).
- Barbablanca: Se trata de un mago que viste un capirote azul, una túnica roja y lleva un bastón azul, rojo y blanco.

## Ediciones
En esta sección, las partes de texto en negrita figuran las obras publicadas en español.

### Libros principales
1. ¿Dónde está Wally? (Where's Wally?, 1987)
2. ¿Dónde está Wally ahora? (Where's Wally Now?, 1988)
3. ¿Dónde está Wally? El viaje fantástico (Where's Wally? The Fantastic Journey, 1989)
4. ¿Dónde está Wally? En Hollywood (Where's Wally in Hollywood?, 1993)
5. ¿Dónde está Wally? El libro mágico (Where's Wally? The Wonder Book, 1997)
6. ¿Dónde está Wally? ¡A la caza del cuadro escondido! (Where's Wally? The Great Picture Hunt, 2006)
7. ¿Dónde está Wally? En busca de la nota perdida (Where's Wally? The Incredible Paper Chase, 2009)

### Otros libros
- ¿Dónde está Wally? ¡El genial libro de juegos! (Where's Wally? The Ultimate Fun Book, 1990), libro de actividades.
- ¿Dónde está Wally? El magnífico libro póster (Where's Wally? The Magnificent Poster Book, 1991), libro de gran tamaño con pósteres.
- Where's Wally? The Dazzling Deep-sea Divers Sticker Book (1994), libro con pegatinas
- Where's Wally? The Fabulous Flying Carpets Sticker Book (1994), libro con pegatinas
- A Where's Wally? Fun Fact Book: Plundering Pirates (2000), libro educacional con nuevas escenas y ejercicios
- A Where's Wally? Fun Fact Book: Fighting Knights (2000), libro educacional con nuevas escenas y ejercicios
- Where's Wally? (2008), A £1 World Book Day Book, libro barato de bolsillo.
- Where's Wally? The Spectacular Poster Book (2010), libro de gran tamaño con pósteres.
- ¿Dónde está Wally? En busca de las cosas perdidas (Where's Wally? The Search for the Lost Things, 2012)
- Where's Wally? 25th Anniversary Annual (2012)

### Libros de actividades
- Where's Wally? The Truly Terrific Activity Book (1993)
- Where's Wally? The Absolutely Amazing Activity Book (1993)
- Where's Wally? The Wildly Wonderful Activity Book (1994)
- Where's Wally? Simply Sensational Activity Book (1994)
- Where's Wally? The Really Remarkable Activity Book (1995)
- Where's Wally? The Completely Crazy Activity Book (1995)
- Where's Wally? Bumper Activity Book (1995), compendio de los primeros cuatro libros.

## Otros formatos
Además de los libros, se creó una serie de televisión de 13 episodios para la CBS y dos videojuegos para consolas (Where's Waldo? de NES y Great Waldo Search de NES, SNES y Sega Genesis) y dos para ordenadores (Where's Waldo at the Circus y Where's Waldo Exploring Geography), así como cómics, escenas en periódicos, cereales, rompecabezas y el proyecto de una película. También fue lanzado un juego de mesa, editado por la compañía Parker, que utilizaba ilustraciones de los libros y un rompecabezas de agua que consistía en una barra de plástico llena de agua donde había flotando materiales de formas geométricas entre los cuales había una figura de Wally, al agitar la barra se movían los materiales y tenías que buscar a Wally, siendo así diferente cada vez. En 2009 Ubisoft editó un nuevo videojuego titulado Where's Waldo? - The Fantastic Journey para Nintendo Wii, donde el jugador repasaba virtualmente los libros más conocidos del personaje, que encontraba y señalaba, haciendo uso del puntero del Wiimote. También fue lanzado un juego llamado Where's Waldo Now? para Android.

### Similares
- ¿Donde está Javier?: circulaba con el periódico colombiano El Espectador.